# Juan Pablo Passaglia
Juan Pablo Passaglia (Rosario, Provincia de Santa Fe; 24 de mayo de 1989) es un futbolista argentino que se desempeña como volante de contención, aunque también como creación en All Boys de la Primera Nacional de Argentina.

## Trayectoria
Se formó en las divisiones inferiores de River Plate, para luego a principios 2007 probar suerte en el Villarreal C de España y quedarse hasta el año 2009. El año 2010 volvería a Argentina, ahora para jugar por la reserva de Racing Club. Posteriormente pasó a San Martín de San Juan, en donde debutaría profesionalmente y jugaría 12 partidos en la temporada 2010/11. La siguiente temporada ficha por Defensores de Belgrano de Villa Ramallo, del Torneo Argentino A.
En julio de 2012 su pase lo adquirió el Club Universidad de Chile, pero fue enviado a préstamo a Deportes La Serena debido a que ya no quedaban cupos de extranjeros en el equipo. En este equipo jugó trece partidos por liga y cinco en Copa Chile, donde anotó un gol a Trasandino.
En enero del año siguiente, regresó a Universidad de Chile a petición de Darío Franco para enfrentar la temporada 2013. Finalmente, a pesar de jugar los dos primeros partidos de liga, además de los encuentros contra Unión Temuco por Copa Chile, el entrenador decidió no inscribir al jugador debido a que los cupos para extranjeros estaban copados.  Tras la noticia, Barnechea contrató al jugador para enfrentar el Torneo de Transición de la Primera B chilena.

## Clubes
| Club                          | País      | Año       |
| ----------------------------- | --------- | --------- |
| San Martín de San Juan        | Argentina | 2010-2011 |
| Defensores de Belgrano (VR)   | Argentina | 2011-2012 |
| Universidad de Chile          | Chile     | 2012-2013 |
| → Deportes La Serena (cedido) | Chile     | 2012      |
| → Barnechea (cedido)          | Chile     | 2013      |
| Douglas Haig                  | Argentina | 2013-2014 |
| Defensores de Belgrano (VR)   | Argentina | 2014-2015 |
| Juventud Unida Universitario  | Argentina | 2015-2016 |
| Chaco For Ever                | Argentina | 2016-2017 |
| Talleres (RdE)                | Argentina | 2017-2018 |
| Barracas Central              | Argentina | 2018-2019 |
| FC Politehnica Iași           | Rumania   | 2019-2021 |
| UTA Arad                      | Rumania   | 2021      |
| Chindia Târgoviște            | Rumania   | 2022      |
| Agropecuario                  | Argentina | 2023      |
| Chacarita Juniors             | Argentina | 2024      |
| All Boys                      | Argentina | 2024-Act. |